# Egels
Egels ist ein Stadtteil der Stadt Aurich in Ostfriesland. Er liegt rund 1,5 Kilometer östlich der Auricher Kernstadt und grenzt auf einem kleinen Teilabschnitt an diese an. Zu Egels gehört auch die 1613 erstmals erwähnte Ausbausiedlung Osteregels nordöstlich des Ortskerns.

## Geschichte
An einem Fundplatz der Jungsteinzeit und Bronzezeit traten gebrannte Granitstücke, Klopfsteine, Feuersteinstücke, Stücke gebrannten Flints, Feuersteinabschläge und eine abgebrochene, flächenretuschierte Pfeilspitze aus Zahnbein zu Tage.
Egels gehört zu den sogenannten „Negen Loogen“ (hochdt.: neun Dörfer), die rund um die später entstandene Auricher Kernstadt lagen. Dabei handelt es sich neben Egels um Extum, Haxtum, Walle, Rahe, Sandhorst, Wallinghausen, Popens und Kirchdorf. Bei den genannten Orten handelt es sich zumeist um frühmittelalterliche, zum Teil hochmittelalterliche Siedlungen. Der heutige Auricher Stadtkern entstand ab dem 12. Jahrhundert in der Mitte dieser ringförmig um ihn herumliegenden Dörfer. Egels wurde in einer Urkunde, die die Kirchspiele des Auricherlandes aufzählt, als „Egelstum“ 1431 erstmals urkundlich erwähnt. Der mittelalterliche Name hat die Bedeutung von „(Wohnsitz der) Sippe des Egele“ (Rufname). In einer Karte des Ubbo Emmius aus dem Jahre 1599 wird der heute gebräuchliche Name verwendet. Seit dem 1. Juli 1972 gehört Egels zur Stadt Aurich.

## Politik

### Ortsrat
Der Ortsrat, der die Auricher Ortsteile Egels und Wallinghausen gemeinsam vertritt, setzt sich aus sieben Mitgliedern zusammen. Die Ratsmitglieder werden durch eine Kommunalwahl für jeweils fünf Jahre gewählt. Die aktuelle Amtszeit begann am 1. November 2021 und endet am 31. Oktober 2026.
Bei der Kommunalwahl 2021 ergab sich folgende Sitzverteilung:
| Ortsrat 2021Insgesamt 7 Sitze - SPD: 2 - Grüne: 1 - AWG: 1 - FDP: 1 - CDU: 2 |

### Ortsbürgermeister
Ortsbürgermeister ist Hinrich Röben (SPD).

## Wirtschaft und Infrastruktur
Verkehrlich erschlossen wird Egels vor allem durch die Landesstraße 34, die von der Auricher Kernstadt in Richtung Osten nach Friedeburg verläuft. Des Weiteren ist die Kreisstraße von der Auricher Kernstadt in Richtung Wallinghausen von verkehrlicher Bedeutung. In Egels befindet sich die Molkerei Rücker, die letzte verbliebene Molkerei in Ostfriesland.
Zur Gemarkung des Stadtteils gehört der Egelser Wald. Unmittelbar in dessen Nähe befand sich bis zum Juli 2020 die Integrierte Gesamtschule Waldschule Egels, in der Unterricht bis zur zehnten Klasse geboten wurde. Das Abitur konnte dort jedoch nicht abgelegt werden, dazu war ein Schulwechsel notwendig. In das Gebäude der ehemaligen IGS Waldschule Egels zog zum Schuljahrsbeginn 2020/2021 eine Außenstelle des Gymnasiums Ulricianum mit einem Teil der Klassenstufen 5 und 6, später auch 7.